# Markaz Qinā
Markaz Qinā (arabiska: مركز قنا) är en region i Egypten.   Den ligger i guvernementet Qena, i den centrala delen av landet, 500 km söder om huvudstaden Kairo.